# 前684年
| 千纪： | 前1千纪 |
| 世纪： | 前8世纪 \| 前7世纪 \| 前6世纪 |
| 年代： | 前710年代 \| 前700年代 \| 前690年代 \| 前680年代 \| 前670年代 \| 前660年代 \| 前650年代                                                                                        |
| 年份： | 前689年 \| 前688年 \| 前687年 \| 前686年 \| 前685年 \| 前684年 \| 前683年 \| 前682年 \| 前681年 \| 前680年 \| 前679年                                                          |
| 纪年： | 周莊王十三年 魯莊公十年 齊桓公二年 晉侯緡21年 曲沃武公32年 鄭子嬰十年 宋閔公八年 楚文王六年 衛惠公十六年 秦武公十四年 陳宣公九年 蔡哀侯十一年 燕庄公七年 曹庄公18年 杞靖公20年 |

## 大事记
- 春，長勺之戰，魯國擊敗齊國。
- 夏，齊國派鮑叔牙聯合宋國攻擊魯國，戰敗。宋國主將南宮長萬被魯軍擒獲。
- 秋 (九月)，楚國軍隊擊敗蔡國，蔡哀侯被楚俘虜。
- 冬，齊國軍隊攻滅譚國，是為齊滅譚之戰。